# Жуков Сергій Вікторович
Сергій Вікторович Жуков (*1951, Житомир) — сучасний композитор московської школи модерного спрямування — народився 1951 року в Житомирі, член спілки композиторів СРСР, Російської Федерації.

## Біографія
Закінчив Житомирське музичне училище імені В. С. Косенка по класу баяна і композиції (вчитель Стецюк Олександр Михайлович). Після музучилища навчався в Московській консерваторії (клас композиції Михайла Чулакі, 1973-1978),1980 році аспірантуру. В 1978 році був оцінений Спеціальним призом за твір «Драматичний триптих».

## Творчість
У творчому добутку представлені твори різних жанрів: це чотири балети. Два із них були з успіхом поставлені у Великому театрі, твори для великого симфонічного оркестру, камерно-інструментальна музика (зокрема тврои для скрипки, віолончелі, кларнета, фортепіано, в тому числі «Таємнича історія старої музичної скрині» («Таинственная история старого музыкального ящика») та «Sempre sonare» («Семпре сонаре»): для двох фортепіано та ударних інструментів, «Концерт для фортепіано», музика для драматичних спектаклів і кінофільмів.
Серед творів С.Жукова багато вокальних та хорових творів на слова українських та російських поетів (Т.Шевченка, О.Пушкіна, І.Буніна). Звертається в своїй творчості С.Жуков і до витоків українського фольклору та українських народних пісень. Зокрема це обробки українських народних пісень з циклу «Співаночки». В піснях «Ой співаночки мої», «Іди іди дощику», «Подоляночка» музичний супровід вносить колорит Поліської містичної загадковості, де переплітаються в пасажах фортепіано, кларнет або скрипка і не порушуючи мелодизм вокальної партії. Деякі окремі елементи музичної фактури можна порівняти з пасажами цимбал, сопілки або троїстих музик.
Творчість Сергія Жукова поступово набуває популярності за кордоном. Він — постійний учасник фестивалів сучасної музики Польщі, Чехії, США, Бельгії і Нідерландах. Він пише музику на замовлення таких музикантів як голландський кларнетист Мішель Маранг, фортепіанний дует Олена Базова — Пауль Харрисон (Нідерланди), тріо із Великої Британії «Сестри Бекови» («The Bekova Sisters»).
Сергій Жуков представляє у фестивалі свої твори у виконанні російських і зарубіжних виконавців, зокрема фестивалі «Московська осінь».